# Маунт Вернон (Јужна Дакота)
Маунт Вернон (енгл. Mount Vernon) град је у америчкој савезној држави Јужна Дакота.

## Демографија
По попису из 2010. године број становника је 462, што је 15 (-3,1%) становника мање него 2000. године.
| Група             | 2000.       | 2010.       |
| Белци             | 468 (98,1%) | 422 (91,3%) |
| Афроамериканци    | 0 (0,0%)    | 0 (0,0%)    |
| Азијати           | 0 (0,0%)    | 0 (0,0%)    |
| Хиспаноамериканци | 8 (1,7%)    | 10 (2,2%)   |
| Укупно            | 477         | 462         |